# یابلونانی
یابلونانی (به چکی: Jabloňany) یک منطقهٔ مسکونی در جمهوری چک است که در ناحیه بلانسکو واقع شده‌است. یابلونانی ۲٫۴۱ کیلومتر مربع مساحت و ۳۷۴ نفر جمعیت دارد و ۳۳۷ متر بالاتر از سطح دریا واقع شده‌است.